# メンフィス・メイ・ファイヤー
メンフィス・メイ・ファイヤー（Memphis May Fire）とは、アメリカ合衆国ダラスにて結成されたメタルコアバンドである。
サザンロック色の強いメタルコアバンドとして、2007年にデビュー。その後もヴォーカリストの脱退等を経験しつつも、アルバムをコンスタントにリリース。2010年発表の2ndアルバム『The Hollow』は、彼等の代表作である。
2014年3月、4thアルバム『Unconditional』をリリース。アメリカでは発売初週に27,000枚を売り上げてBillboard 200で4位にランクインした。

## 現在のメンバー
- マッティ・ミュリンス (Matty Mullins) – ヴォーカル

ライアン脱退後の2008年に加入。2014年よりソロ活動も並行して行う。
- ケレン・マックグレガー (Kellen McGregor) - リードギター・プログラミング
- コリー・エルダー (Cory Elder) – ベース
- ジェイク・ガーランド (Jake Garland) – ドラムス

ブロードウェイの元メンバー。

### 旧メンバー
- チェイス・ライアン (Chase Ryan) – ヴォーカル

初代ヴォーカリスト。2006年～2008年まで在籍。1stEP『Memphis May Fire』は、彼が参加する唯一の正式音源。
- アントニー・セープ (Anthony Sepe) – リズムギター

## ディスコグラフィー

### アルバム
| 発表 | アルバム名    | 販売レーベル | 各チャート最高位 | 各チャート最高位 | 各チャート最高位 |
| 発表 | アルバム名    | 販売レーベル | Top 200          | US Indie         | US Heat          |
| ---- | ------------- | ------------ | ---------------- | ---------------- | ---------------- |
| 2009 | Sleepwalking  | Trustkill    | -                | -                | -                |
| 2011 | The Hollow    | ライズ       | 130              | 24               | 1                |
| 2012 | Challenger    | ライズ       | 16               | 3                | -                |
| 2014 | Unconditional | ライズ       | 4                | 1                | -                |